# Джурджевич-Стаменковски, Милица
Милица Джурджевич-Стаменковски (серб. Милица Ђурђевић Стаменковски; род. 21 июля 1990 года, Белград) — сербский политик, лидер националистической Сербской партии «Заветники», депутат парламента, кандидат на президентских выборах 2022 года, министр по делам семьи и демографии (с 2024 года).

## Биография
Окончила Первую белградскую гимназию, а затем училась на факультете политологии Белградского университета. Джурдевич-Стаменковски проявила себя как лидер ультранационалистических протестов против декларации независимости Косово в 2008 году, арестов Радована Караджича и Ратко Младича, приговоров Международного трибунала по бывшей Югославии в отношении сербских военных преступников. Также участвовала в организации протестов против визита бывшего премьер-министра Великобритании Тони Блэра и ратификации соглашения между Сербией и НАТО о сотрудничестве в сфере материально-технического обеспечения.
Несколько раз безуспешно баллотировалась в качестве кандидата от своей партии на парламентских выборах. Также принимала участие в президентских выборах 2022 года, в первом туре голосования получила более 4 % голосов, заняв пятое место среди 8 кандидатов. В том же году стала советником Скупщины города Белграда, а также депутатом Народной скупщины Республики Сербия. Будучи депутатом парламента, являлась председателем комитета по делам диаспоры и сербов в регионе, заместителем председателя комитета по Косово и Метохии, входила в состав сербской делегации в Парламентской ассамблее ОДКБ. В мае 2024 года назначена министром по делам семьи и демографии в правительстве Милоша Вучевича.

## Личная жизнь
Замужем за политиком Стефаном Стаменковским. В июне 2023 года при помощи экстракорпорального оплодотворения родила двух сыновей — Вукашина и Страхиню .